# Sławomir Kłosowski
Sławomir Kłosowski (ur. 21 lutego 1964 w Wambierzycach) – polski polityk, nauczyciel, w latach 2006–2007 wiceminister edukacji, poseł na Sejm V, VI, VII i VIII kadencji, deputowany do Parlamentu Europejskiego VIII kadencji, w latach 2021–2023 wojewoda opolski.

## Życiorys
Ukończył studia historyczne w Wyższej Szkole Pedagogicznej w Opolu w 1988, a także studia podyplomowe – z zakresu samorządu terytorialnego i gospodarki lokalnej na Uniwersytecie Wrocławskim w 1992 oraz z zarządzania i przedsiębiorczości w oświacie w Akademii Ekonomicznej w Katowicach w 2000. Pracował jako nauczyciel historii i wiedzy o społeczeństwie. Był sekretarzem rady regionalnej Akcji Wyborczej Solidarność Śląska Opolskiego. W okresie rządu Jerzego Buzka zajmował stanowisko opolskiego kuratora oświaty. Należał do Ruchu Społecznego AWS, a następnie do Przymierza Prawicy, z którym w 2002 przystąpił do Prawa i Sprawiedliwości. Przez kilka lat do 2005 był radnym opolskiej rady miasta.
W wyborach parlamentarnych w 2005 został wybrany na posła V kadencji w okręgu opolskim liczbą 17 894 głosów. Od 30 czerwca 2006 do 15 listopada 2007 pełnił funkcję sekretarza stanu w Ministerstwie Edukacji Narodowej. W wyborach w 2007 po raz drugi zdobył mandat poselski, otrzymując 13 357 głosów. W 2011 uzyskał reelekcję w okręgu opolskim liczbą 14 165 głosów. W 2009 i 2014 bez powodzenia kandydował do Parlamentu Europejskiego.
W 2015 ponownie wybrany do Sejmu, otrzymując 17 048 głosów. W tym samym roku, po powołaniu Dawida Jackiewicza w skład rządu, został w jego miejsce eurodeputowanym VIII kadencji. W 2019 nie uzyskał reelekcji do Europarlamentu IX kadencji. W wyborach parlamentarnych w tym samym roku także bezskutecznie kandydował ponownie do Sejmu.
W marcu 2021 został przez premiera Mateusza Morawieckiego powołany na stanowisko wojewody opolskiego. W 2023 ponownie bez powodzenia ubiegał się o mandat poselski. W grudniu tego samego roku zakończył pełnienie funkcji wojewody. W 2024 uzyskał mandat radnego Sejmiku Województwa Opolskiego VII kadencji.

## Odznaczenia i wyróżnienia
- Odznaka Honorowa za Zasługi dla Ochrony Środowiska i Klimatu – 2023[10]
- Tytuł honorowego obywatela gminy Korfantów – 2023[11]